# خولیو ماریگیل
خولیو ماریگیل (انگلیسی: Julio Marigil; ۲۴ اوت ۱۹۳۶ – ۲۴ اوت ۲۰۱۳) بازیکن فوتبال اهل اسپانیا بود.
از باشگاه‌هایی که در آن بازی کرده‌است می‌توان به باشگاه فوتبال رئال اویدو اشاره کرد.
وی همچنین در تیم ملی فوتبال زیر ۲۱ سال اسپانیا بازی کرده‌است.